# 나바루루 바티리
나바루루 바티리(Nabaruru Batiri, 1984년 12월 1일 ~ )는 키리바시의 축구 선수이다.